# Краснопахаревское сельское поселение
Краснопа́харевское се́льское поселе́ние — муниципальное образование в Городищенском районе Волгоградской области.
Административный центр — хутор Красный Пахарь.

## История
Краснопахаревское сельское поселение образовано 14 мая 2005 года в соответствии с Законом Волгоградской области № 1058-ОД.

## Население
| 2010 | 2012 | 2013 | 2014 | 2015 | 2016 | 2017 |
| ---- | ---- | ---- | ---- | ---- | ---- | ---- |
| 811  | ↗825 | →825 | ↘814 | ↘808 | ↘806 | ↗817 |
| 2018 | 2019 | 2020 | 2021 |      |      |      |
| ↗845 | ↘833 | ↘826 | ↗830 |      |      |      |

## Состав сельского поселения
| № | Населённый пункт  | Тип населённого пункта        | Население |
| - | ----------------- | ----------------------------- | --------- |
| 1 | Красный Пахарь    | хутор, административный центр | 553       |
| 2 | Студено-Яблоновка | село                          | 258       |